# Kraftwerk Mátra
Das Kraftwerk Mátra (ungarisch: Mátrai Erőmű, auch (Wärme-)Kraftwerk Visonta, Gyöngyös oder Gagarin genannt) ist ein Braunkohle-Kraftwerk nahe dem Ort Visonta im Kreis Gyöngyös östlich der Stadt Gyöngyös am Fuß des Mátra-Gebirges in Ungarn.
Mit Brennstoff versorgt wird es über Förderbänder direkt aus dem südlich angrenzenden Tagebau Visonta und per Bahn aus dem 60 km östlich gelegenen Tagebau Bükkábrány. Neben Braunkohle wird auch in geringem Umfang Biomasse zugefeuert.
Das Kraftwerk ist nach dem Kernkraftwerk Paks das zweitgrößte Kraftwerk in Ungarn; es liefert etwa 15 % der ungarischen Stromproduktion. Wegen seiner Größe und da es nicht von Importbrennstoffen abhängt, sondern voll aus heimischen Ressourcen gespeist wird, gilt das Kraftwerk Mátra als wichtiger Stützpfeiler der nationalen Energieversorgung Ungarns.
Der Schornstein ist mit seiner Höhe von 203 m eines der zehn höchsten Bauwerke in Ungarn.

## Geschichte und Aufbau

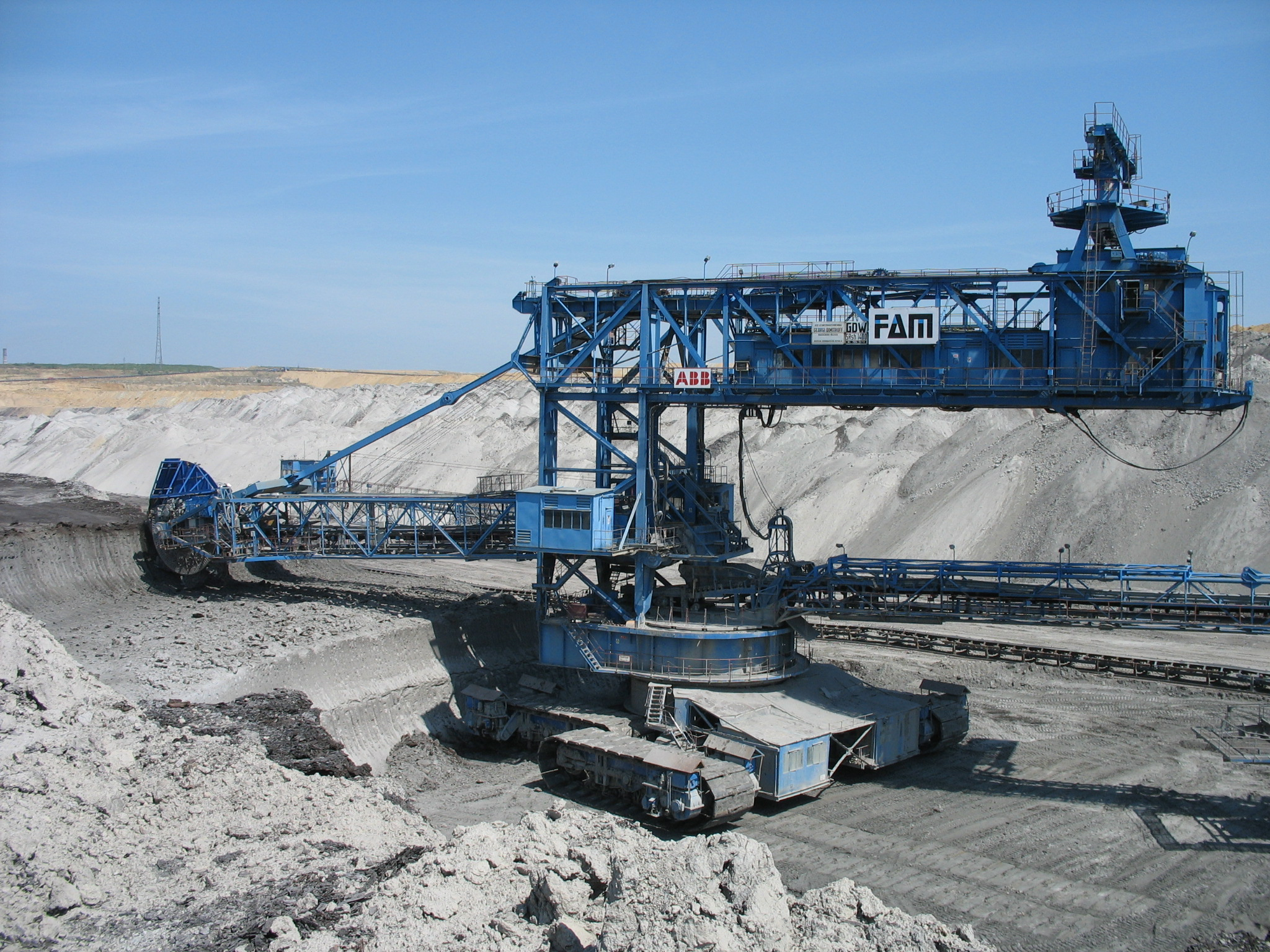
Schaufelradbagger im Tagebau Visonta, der das Kraftwerk versorgt

Mit dem Bau des Kraftwerkes wurde 1965 begonnen. Anfangs trug es den Namen Wärmekraftwerk Gyöngyös (ungarisch: Hőerőmű Gyöngyös). Noch während der Bauphase, 1968, erhielt es zu Ehren des kurz zuvor tödlich verunglückten russischen Kosmonauten Juri Gagarin den Beinamen Gagarin. 1969 ging das Kraftwerk mit dem ersten 100-MW-Block in Betrieb. Bis 1972 wurde das Kraftwerk ausgebaut auf fünf Blöcke, davon 2 × 100 MW und 3 × 200 MW.
Die Kondensator-Kühlung für die Blöcke I, II, IV und V erfolgt über zwei Naturzug-Nasskühlturme (im Bild mittig), für den Block III über zwei zwangsbelüftete Turmkühler mit Filmkühlung (im Bild rechts). Da Kühlwasser am Standort knapp ist – es gibt keinen größeren Fluss – laufen die Kühltürme im Umlaufverfahren.
Zwischen 1986 und 1992 wurde die Anlage erstmals modernisiert.
1992 wurde das Kraftwerk mit den dazugehörigen Tagebauen privatisiert und es wurde unter dem Namen Mátrai Erőmű (deutsch: Mátra Kraftwerk) eine Geschlossene Aktiengesellschaft (gAG, ungarisch: ZRt.) gegründet. Haupteigner war zunächst der staatliche ungarische Energieversorger Magyar Villamos Művek (MVM). Kurze Zeit später, 1993, stieg RWE Rheinbraun mit ein und erwarb zunächst eine Minderheitsbeteiligung von 26,5 %. 1995 wurde der RWE-Anteil auf 51 % aufgestockt, so dass RWE die Aktienmehrheit bekam. Gleichzeitig stieg auch EnBW mit 22 % ein. Der Rest verblieb bei MVM (25,5 %) und sonstigen (1 %).
Es folgte eine noch umfassendere Instandsetzung und Modernisierung zwischen 1998 und 2003, bei der neben leistungssteigernden Maßnahmen auch eine Rauchgasreinigungsanlage mit Entschwefelung nachgerüstet wurde. Mátra entspricht seitdem den westlichen Umweltstandards und ist eines der umweltfreundlichsten Kohlekraftwerke in Osteuropa.
Zwischen 2005 und 2007 wurden zwei der 200-MW-Blöcke mit jeweils einer Vorschaltgasturbine ausgestattet, welche jeweils maximal 33 MWel Leistung erbringt und außerdem durch Wirkungsgradverbesserung auch die Leistung des Kohleblockes um etwa 10 % steigerte, so dass sich insgesamt für das Kraftwerk eine Leistungserhöhung um etwa 100 MWel ergab.
Es gab Pläne für eine Erweiterung des Kraftwerkes. Bis 2014 sollte ein neuer moderner Braunkohle-Block mit 400 MWel Leistung errichtet werden. In diesem Zuge sollte auch der Anteil an Biomasse am Brennstoff des Gesamtkraftwerkes erhöht werden. Wegen der unklaren Zuteilung von CO2-Zertifikaten und der nicht gesicherten Finanzierung scheiterte das Projekt. Geplant war, dass die MVM zu 75 % und die Mátra Kraftwerke GAG, der Betreiber des bestehenden Kraftwerkes, mit 25 % beteiligt sein würden. Zwischen 2015 und 2017 wurden stattdessen die 200-MW-Blöcke zum zweiten Mal erneuert und ihre Leistung gesteigert, die Gasturbinenerneuerung folgte 2019. Bis 2020 sollte primär Kohle im Kraftwerk verfeuert werden, später sollte der Anteil an Biomasse, Gas und anderen Sekundärbrennstoffen schrittweise erhöht werden. Der Betrieb des Kraftwerkes war Stand Dezember 2018 bis mindestens 2030 geplant.